# Caniche
Caniche è un film del 1979, diretto da Bigas Luna.

## Trama
Fernando e Eloisa sono fratelli che vivono di espedienti nella periferia di Barcellona. Un giorno, i due decidono di adottare un barboncino. La situazione precipita quando la donna inizia a mostrare uno strano attaccamento morboso verso l'animale. Il fratello, geloso, si scopre essere in realtà innamorato di lei.

## Produzione
La pellicola venne finanziata da Pepón Coromina, produttore esecutivo dei primi lavori di Pedro Almodóvar e Bigas Luna. L'intero film è ambientato a Barcellona.

## Distribuzione
Uscito nelle sale spagnole l'8 settembre del 1979, viene, in seguito, esportato in Francia e in Portogallo.
Circolano sul mercato edizioni VHS e DVD, in versione originale. Non sono presenti, attualmente, copie italiane.

## Accoglienza
Stando ad una intervista di Nocturno, l'autore reputa Caniche come l'operazione narrativa peggiore della sua carriera. Al riguardo, afferma:
«Quando lo girai ero ancora acerbo per quanto riguarda i meccanismi di narrazione (...) alla base del film doveva esserci una storia di animatismo tra animali e personaggi. A pellicola conclusa arrivò la sorpresa (...) ci siamo resi conto che era di fatto un film sulla zoofilia».
Maurizio Fantoni Minnella, in un saggio dedicato a Bigas Luna, sostiene che ci siano numerosi richiami ad alcune tavole dei Caprichos di Francisco Goya. Non è un caso, in quanto i disegni dell'artista iberico rispecchiano l'andamento morboso e grottesco della trama. Inoltre, l'ammirazione per il pittore spagnolo è tale da portarlo, nel 1999, a dedicargli Volavérunt.
Il critico Paolo Mereghetti reputa il film come un omaggio al cinema amato di Marco Ferreri. I due cineasti, infatti, presentano uno stile di eccesso molto simile. In Italia è stato grazie al regista milanese che Bigas Luna, l'anno precedente a Caniche, ha potuto distribuire il suo primo lungometraggio (La chiamavano Bilbao).

## Riconoscimenti
- 1983 - Fantasporto
  - Miglior regista - Bigas Luna
  - Premio della critica